# Югосталь

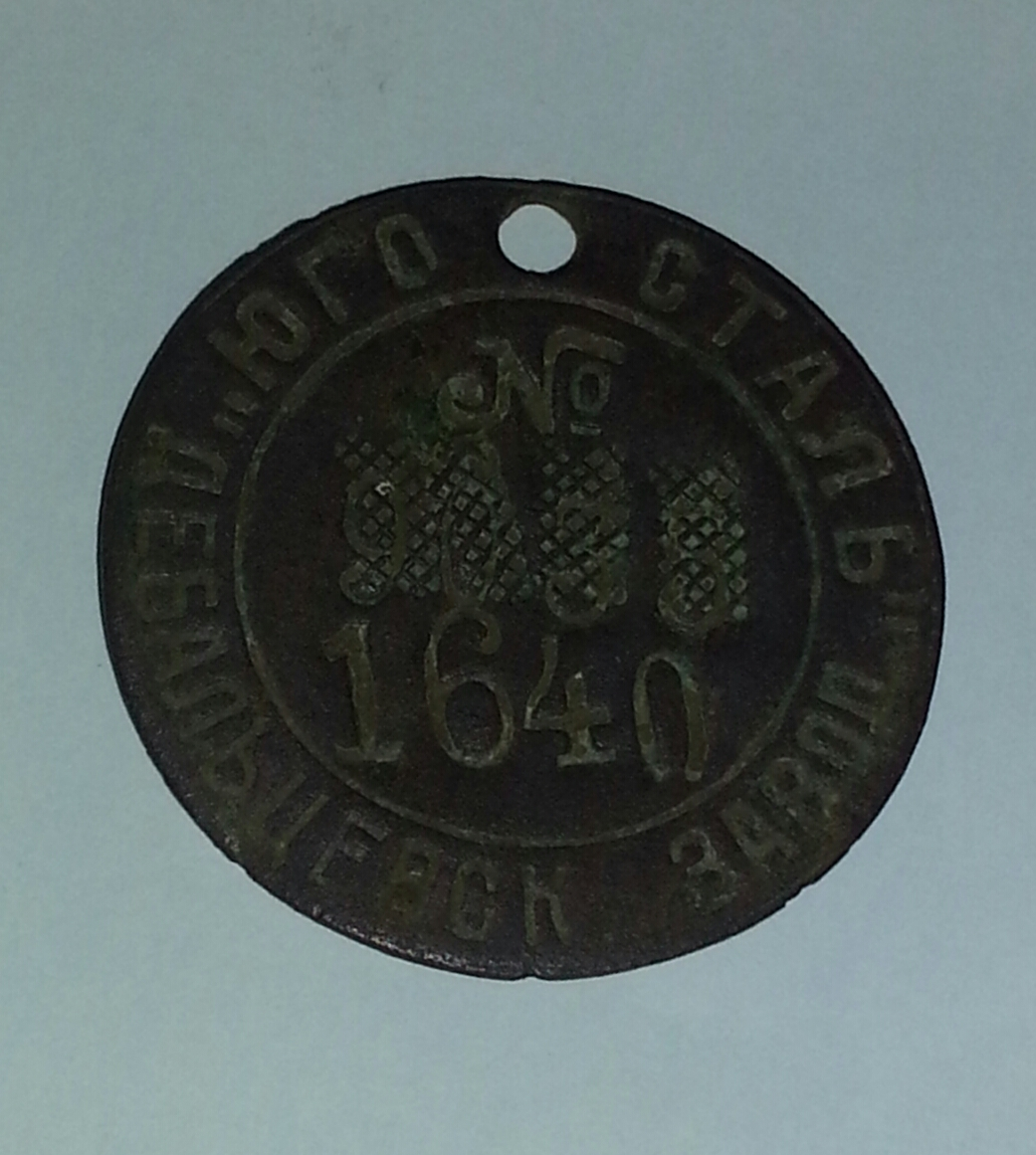
Жетон Югосталь Дебальцевский механический завод

Трест «Югосталь» — трест, образованный в 1921 году и объединивший металлургические заводы Юзовки, Таганрога, Петровки, Макеевки, Енакиево и др.

## История
Трест был создан в 1921 году. Правление треста находилось в Харькове.
Первым председателем правления треста «Югосталь» стал директор Петровского металлургического завода И. И. Межлаук, занимавший этот пост до 1923 года.
В конце 1921 года трест выдал В. И. Ленину «Коммунистический вексель», первое коллективное социалистическое обязательство, в обмен на ассигнование 10 миллионов рублей золотом на техническое оснащение заводов треста. Его текст гласилː «Коммунистический вексель. Москва, 7 ноября 1921 г. Вексель на 10.000.000. п. черного металла. С 1-го января 1922 г. по 1 января 1923 г., работая на основаниях, изложенных в утверждённом 3 ноября с. г. Президиумом ВСНХ Положении о Югостали, повинен я, по получении определённых Югостали на сей предмет 27 октября с. г. Президиумом ВСНХ оборотных средств, поставить тов. Владимиру Ильичу Ульянову (Ленину) через Президиум ВСНХ с Петровских, Макеевских и Юзовских заводов Югостали 6.000.000 п. чугуна и 4.000.000 п. катанного металла, а всего 10.000.000 п. черного металла. Директор-распорядитель Югостали Иван Иванович Межлаук». За 1922 год металлурги трёх заводов «Югостали», Петровского, Макеевского и Юзовского, произвели 5 362 370 пудов чугуна и 5 207 020 пудов проката, то есть почти 10 миллионов 600 тысяч пудов металла вместо обещанных 10 миллионов по «Коммунистическому векселю».
В 1922 году едва не был закрыт вошедший в состав треста Таганрогский металлургический завод. Правление треста решило, что восстановление завода невозможно и он непригоден к дальнейшей работе. Был начат демонтаж оборудования, и только вмешательство председателя ВСНХ СССР Ф. Э. Дзержинского спасло завод от ликвидации.
В 1922 году к тресту «Югосталь» был приписан также Керченский металлургический завод (с 1913 года принадлежал Таганрогскому металлургическому обществу), часть его оборудования вывезли на заводы Донбасса.
Трест «Югосталь» просуществовал до 1929 года.

## Руководители Югостали
- с 1921 по 1923 — И. И. Межлаук
- с 1926 по 1927 — И. В. Косиор